# Hejčín
Hejčín (hanácky Héčén; německy Hatschein, Hejcin) je historická obec, městská čtvrť a katastrální území na severozápadě statutárního města Olomouce s asi dvěma a půl tisíci obyvateli. Součástí Olomouce je od roku 1919.

## Název
Jméno vesnice původně znělo Hajčín a bylo odvozeno od osobního jména Hajka utvořeného od obecného háj (nejstarší doklad z 1078 ukazuje ještě stav před hláskovou změnou g > h). Význam místního jména byl "Hajkův majetek". Německé jméno se vyvinulo z českého.

## Historie
První písemná zmínka o Hejčíně pochází už z roku 1078 (Gaychin), kdy byl olomouckým knížetem Otou darován nově založenému klášteru Hradisko. Tomu patřil až do zrušení kláštera roku 1784, místní hospodářský dvůr byl ale v roce 1635 prodán jezuitské koleji. Šlo o malou vesnici převážně českého charakteru, jejíž náves v místě dnešního Mrštíkova náměstí, kde byla roku 1821 postavena kaple sv. Jana, původně obtékalo jedno z ramen Moravy. Obyvatelé se zřejmě živili především rybářstvím, fungoval zde také dlouhá léta mlýn. V roce 1850 se Hejčín stal samostatnou obcí, ovšem v roce 1919 se začlenil do Velké Olomouce jako její městská část.
Výstavba olomoucké pevnosti v polovině 18. století se Hejčína nedotkla, ale v roce 1851 zde bratři A. a H. Mayovi zakoupili rozsáhlé pozemky, na nichž vybudovali cukrovar zahrnující také lihovar a drožďárnu (vyvlastněn v roce 1939). Roku 1911 byla také na místě mlýna vyhořelého o dva roky dříve postavena hydroelektrárna, dodávající elektřinu do širšího okolí. Hospodářskému rozvoji napomohla i železnice Olomouc-Čelechovice, procházející s nádražím Olomouc-Hejčín katastrem obce, takže počet obyvatel se během druhé poloviny 19. století zečtyřnásobil. Rozšiřovala se i její zástavba a Hejčín se tak postupně stavebně propojil jak s Řepčínem na severu, tak s Neředínem a Novou Ulicí na západě a jihu. Nejužší kontakty, včetně působení řady spolků (Sokol, DTJ, Orel a další), měl ovšem vždy s Řepčínem.
Roku 1919 zde byl založen sportovní klub FK Hejčín, dnes SK Sigma Olomouc, a slavným se stalo i loutkové divadlo Kašpárkova říše. V letech 1929 až 1935 byl na hejčínském katastru postaven kostel sv. Cyrila a Metoděje s věží vysokou 65,7 m, který se v roce 1942 stal centrem nové římskokatolické farnosti zahrnující také Řepčín, Neředín a část Nové Ulice. Původní česká škola (dnes č. p. 169), založená roku 1871, byla i přes další budovu č. p. 56 z roku 1912, v níž byla po roce 1920 otevřena také měšťanka, dlouho nevyhovující, ovšem až v roce 1956 bylo založeno Gymnázium Olomouc-Hejčín.
| Rok      | 1869 | 1880 | 1890 | 1900 | 1910 | 1921 | 1930 |
| -------- | ---- | ---- | ---- | ---- | ---- | ---- | ---- |
| Obyvatel | 645  | 1020 | 1241 | 1715 | 2059 | 1945 | 2620 |
| Domů     | 69   | 79   | 88   | 103  | 118  | 128  | 234  |
| Rok      | 1950 | 1961 | 1970 | 1980 | 1991 | 2001 | 2011 |
| Obyvatel | 2547 | 3069 | 2662 | 2517 | 2122 | 2003 | 2570 |
| Domů     | 305  | ?    | 321  | 323  | 326  | 338  | 372  |

1. ↑  Z toho 2426 osob národnosti československé, 157 německé a 40 ostatních.[9]

## Rodáci
- František Schön (1882–1976), malíř a cestovatel
- Božena Mrštíková-Pacasová (1876–1958), spisovatelka, autorka divadelních her, překladatelka
- brigádní generál, JUDr. František Dastich (1895–1964), legionář, český důstojník a vojenský diplomat
- Ing. František Čech (1898–1951), ochotnický loutkář, autor mnoha loutkových her, herec, režisér a organizátor loutkářkého hnutí, zakladatel Kašpárkovy říše
- Růžena Kamarádová (Sedláčková, * 1924), účastnice odboje a odporu proti komunismu
- Václav Schön (1850–1932), poslední starosta Hejčína, úředník místního cukrovaru a hejčínský patriot
- Jan Spáčil (1913–1998), malíř, scénograf, režisér, loutkář (pamětní deska z r. 2013 na rodném domě č. p. 76)
- Václav Dusil (1884–1960), podplukovník Československé armády, novinář
- Josef Šlechta (1925–2018), výtvarný umělec a malíř, člen Unie výtvarných umělců, držitel Ceny města Olomouce v oblasti výtvarné umění za rok 2007
- Bedřich Janíček (1937–2015), malíř, výtvarník, projektant
- Antonín Pinka (1889–1942), ochotnický divadelník a herec

## Fotogalerie

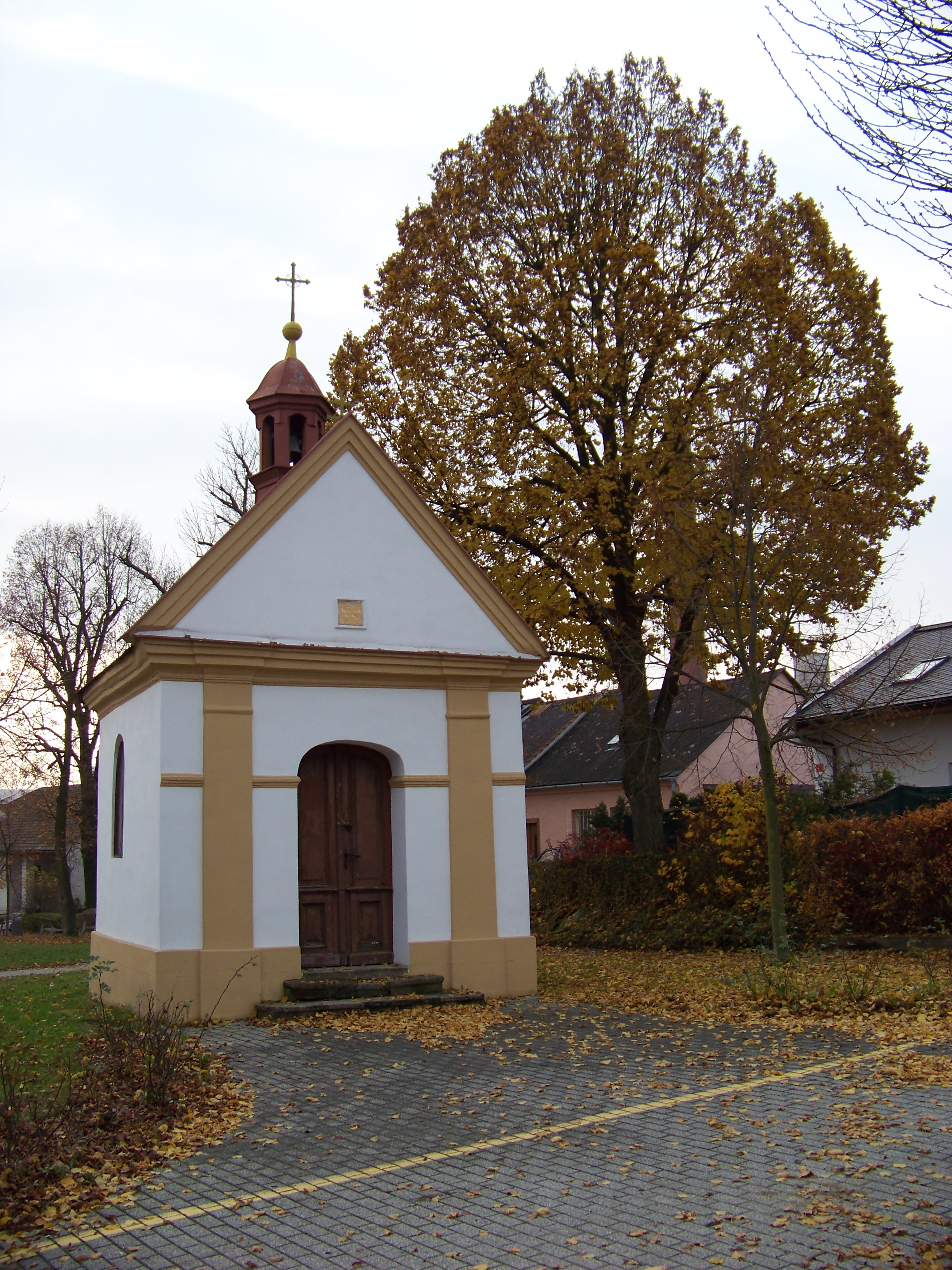
Kaplička sv. Jana Nepomuckého
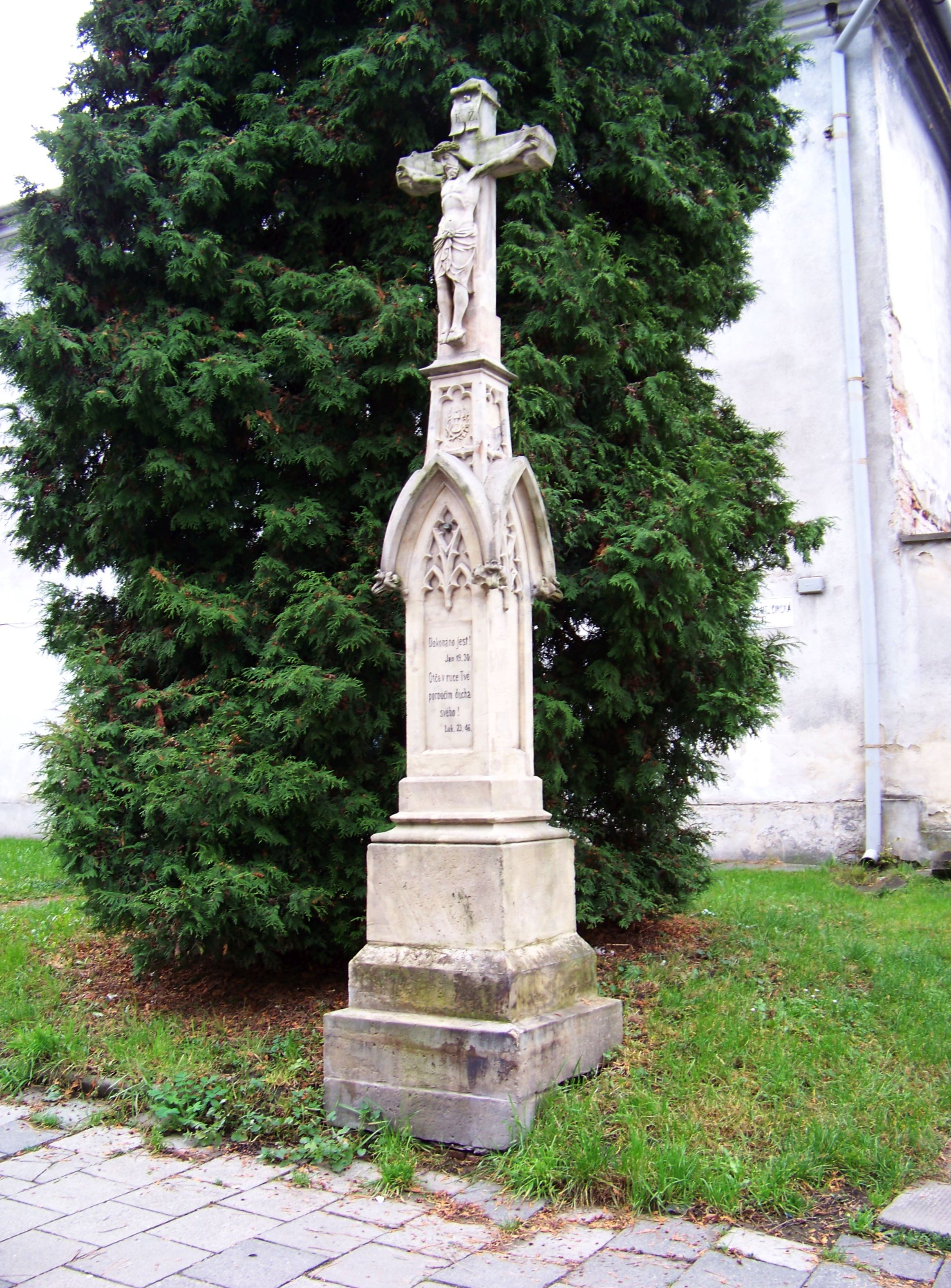
Kříž na Dolní Hejčínské
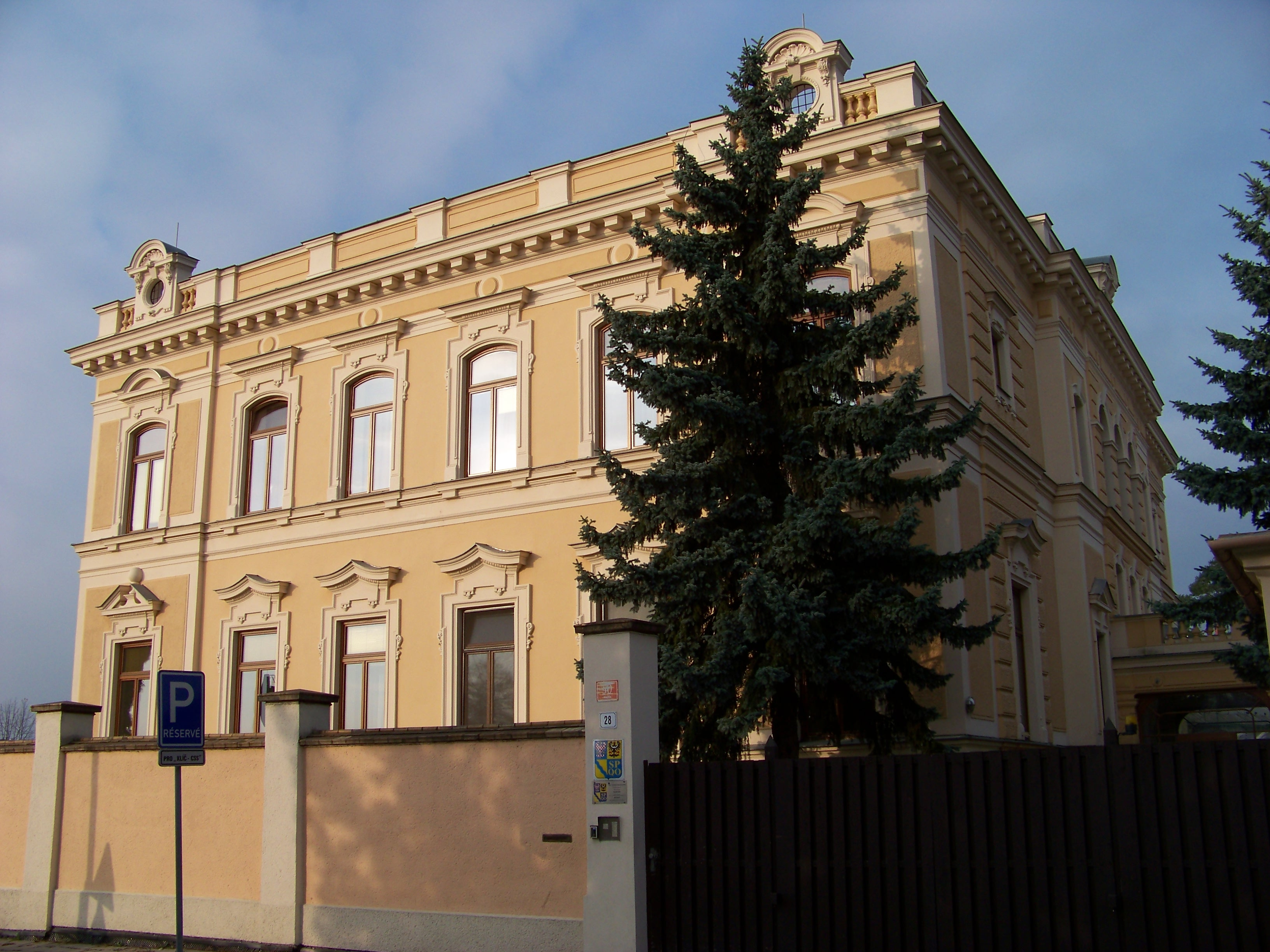
Mayova vila
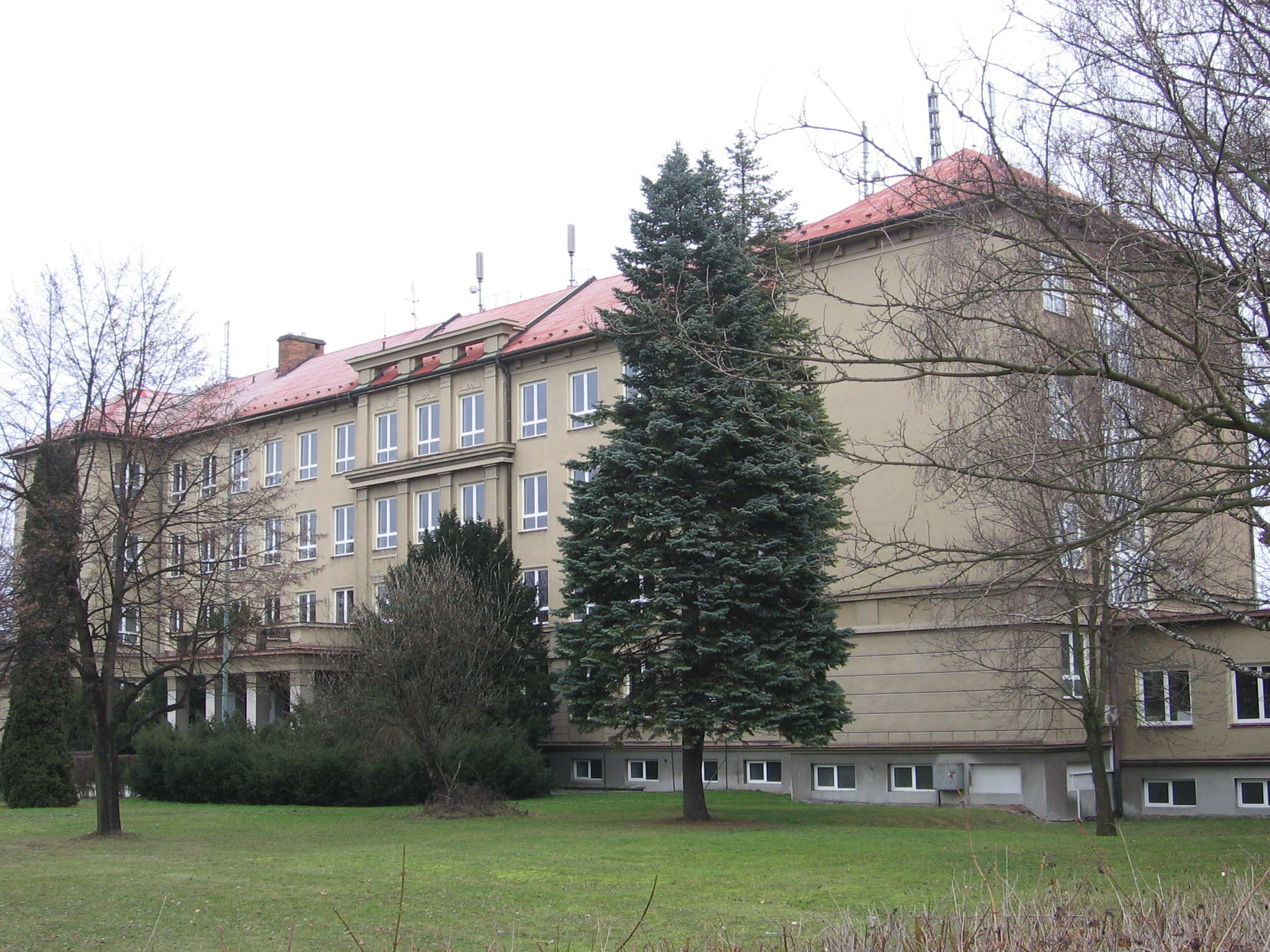
Gymnázium Olomouc-Hejčín